# Rikard Jorgovanić
Rikard Jorgovanić (Mali Tabor, 11. travnja 1853. – Zagreb, 24. listopada 1880.) - hrvatski pripovjedač, feljtonist, pjesnik.

## Životopis
Sin češkog doseljenika davnih njemačkih korijena, službenika na zagorskim plemićkim imanjima, čije je prezime (Flieder) pohrvatio. Pučku školu počeo je pohađati u Varaždinu, zatim se školovao u zagrebačkom konviktu pa u sjemeništu koje je napustio ne maturiravši. Suvremenik Augusta Šenoe, ostavio je kompleksan i originalan književni opus. Pjesnik je intimističkih stihova koji raskidaju s tradicijom i fantastične proze prožete ironijom, ali i patetičnim akcentima, te brilijantnih feljtona. Bio je prvi hrvatski prozni fantastičar (više je dugovao Hoffmannu nego introspektivnom Poeu), ali u tom se smjeru kretao samo pod kraj života - ranija proza, počesto trivijalna, mogla bi se nazvati primjerom hrvatskog protorealizma u vrijeme u kojemu se u učmaloj i zaostaloj sredini očajnički traže nova književna rješenja.
Jorgovanić u svojoj književnosti ne podliježe kolektivizmu i nacionalnim temama; on romantičarski pjeva o ljubavi kao osjetu transcendentalnoga, kao snovitom promišljanju, a ne konkretnoj akciji, dok radnju svojih proznih djela, navješćujući kozmopolitizam nekih svojih nasljednika, radije smješta u Rim negoli u kakav mitski kraj hrvatske povijesti u kojem dominiraju uskoci i age. Antologijske su njegove pjesme Na pragu, Svetokrilac, Noć, U tihoj drijemajućoj noći i dr. Karakteristične su njegove proze Mlinarska djeca, Dada, Ljubav na odru, Žena i ljubovca itd.
Jorgovanić, kojega je prerana smrt uzrokovana sarkomom spriječila da se razvije u vodećeg hrvatskog novelista epohe (nedostajala mu je razrađenija psihološka karakterizacija likova, a raspleti pojedinih njegovih novela doimali su se prepisanima i nategnutima upravo zbog nedostatka većeg životnog iskustva ) uspješno je sintetizirao razne stilske postupke iz predšenoinskog perioda (ali iz toga uspio izvući nov, svjež izričaj), te svojom prozom fantastične tematike i originalnom poezijom uvelike pomogao premostiti književne epohe. Bio je veliki inovator neprolaznog značaja, a njegovo djelo niti do naših dana nije ispravno valorizirano.

## Djela
- Sabrane pripoviesti, 1-5, Zagreb 1889. – 1895.
- Sabrane pjesme, Zagreb, 1890.
- Pripoviesti, Zagreb, 1895.
- Divlja djevojka, Zagreb, 1903.
- Pripoviesti, 1-2, Zagreb, 1912.
- Ženske suze, Zagreb, 1933.
- Ukupna djela, 1-6a, Zagreb, 1943.
- Izabrane pjesme, Zagreb, 1961.
- Izabrana djela. Pet stoljeća hrvatske književnosti, 44, Zagreb, 1970.
- Mlinarska djeca. Pripovijest iz šestinske okolice, Zagreb, 1997., ISBN 9531920443
- Izbor iz djela, Vinkovci, 1999., ISBN 9536537796
- Mlinarska djeca, Ljubav na odru, Stella Raïva, Zagreb, 1999., ISBN 953651107X
- Izabrana djela. Stoljeća hrvatske književnosti, Zagreb, 2002., ISBN 9531502641
- Dada. Pripovijesti, Zagreb, 2003., ISBN 9532061118[1]
- Feljtoni, Zagreb, 2008., ISBN 9789537609009